# The Decameron (Fernsehserie)
The Decameron ist eine Fernsehserie aus dem Jahr 2024, als Showrunnerin fungiert Kathleen Jordan. Auf Netflix wurde die Serie am 25. Juli 2024 veröffentlicht. Die Serie basiert lose auf dem Decamerone, einer Novellen-Sammlung von Giovanni Boccaccio.

## Handlung
Im Florenz des Jahres 1348 leidet die Bevölkerung unter der Pest. Eine Gruppe Adeliger zieht sich daher mit ihren Bediensteten in eine Villa in die Toskana zurück, um eine Ansteckung zu vermeiden, dem Schwarzen Tod dort zu trotzen und die Gefahr auszusitzen. Die Zeit vertreiben sie sich mit ausschweifendem Feiern. Im Laufe der Serie werden Klassenunterschiede immer deutlicher bemerkbar und es kommt zu Überlebenskämpfen.

## Besetzung und Synchronisation
Die deutschsprachige Synchronisation übernahm die Interopa Film. Dialogregie führte Karin Lehmann, die auch das Dialogbuch schrieb.
| Rolle           | Darsteller             | Synchronsprecher    |
| --------------- | ---------------------- | ------------------- |
| Dioneo          | Amar Chadha-Patel      | Fabian Oscar Wien   |
| Stratilia       | Leila Farzad           | Schaukje Könning    |
| Neifile         | Lou Gala               | Patrizia Carlucci   |
| Panfilo         | Karan Gill             | Roman Wolko         |
| Sirisco         | Tony Hale              | Sven Gerhardt       |
| Misia           | Saoirse-Monica Jackson | Friedel Morgenstern |
| Pampinea        | Zosia Mamet            | Mareile Moeller     |
| Tindaro         | Douggie McMeekin       | Lucas Wecker        |
| Filomena        | Jessica Plummer        | Alice Bauer         |
| Licisca         | Tanya Reynolds         | Giuliana Jakobeit   |
| Andreoli        | Giampiero De Concilio  | Konrad Bösherz      |
| Arriguccio      | Dustin Demri-Burns     | Florian Halm        |
| Bruno           | Logan Wong             | Bernhard Völger     |
| Eduardo         | John Hannah            | Karim Khawatmi      |
| Jacopo          | Aston Wray             | Nelson Odey         |
| Kardinal Agnolo | Romano Talevi          | Andreas Hosang      |
| Lorenzo         | Giacomo Valenti        | Andreas Müller      |
| Mönch           | Daniele Natali         | Johannes Raspe      |
| Ruggiero        | Fares Fares            | Milton Welsh        |
| Stecchi         | Reis Daniel            | Johann Fohl         |

## Produktion und Hintergrund
Die Dreharbeiten fanden ab Januar 2023 in Italien statt. Die Stadtszenen wurden im San-Pellegrino-Viertel in Viterbo gedreht, die Außenaufnahmen der Villa Santa entstanden in den Gärten des Castello Ruspoli in Vignanello (Provinz Viterbo), die Innenaufnahmen der Villa Santa wurden in Studios in Cinecittà aufgenommen.
Die Serie wurde von Tilted Productions produziert, als Produzenten fungierten Ashley Glazier, Anthony Natoli und Alex Orr. Die Kamera führten Michael McDonough, Emiliano Leurini und Mattias Nyberg, die Montage verantworteten Amy M. Fleming, Tamara Meem und Matthew Ramsey. Das Kostümdesign gestalteten Gabriella Pescucci und Uliva Pizzetti und das Production-Design Luca Tranchino.
Die Musik für die Serie komponierte Ruth Barrett. Das Soundtrack-Album mit insgesamt 19 Musikstücken wurde kurz vor der Erstausstrahlung von Netflix Music als Download veröffentlicht.
1971 hatte Pier Paolo Pasolini mit Decameron die  Literaturvorlage von Giovanni Boccaccio adaptiert.

## Episodenliste
| Nr. (ges.) | Nr. (St.) | Deutscher Titel                                     | Originaltitel                           | Erstausstrahlung USA | Deutschsprachige Erstausstrahlung (D) | Regie             | Drehbuch                         |
| ---------- | --------- | --------------------------------------------------- | --------------------------------------- | -------------------- | ------------------------------------- | ----------------- | -------------------------------- |
| 1          | 1         | Das schöne, nicht infizierte Land                   | The Beautiful, Not-Infected Countryside | 25. Juli 2024        | 25. Juli 2024                         | Michael Uppendahl | Kathleen Jordan                  |
| 2          | 2         | Urlaubsstimmung                                     | Holiday State of Mind                   | 25. Juli 2024        | 25. Juli 2024                         | Michael Uppendahl | Kathleen Jordan                  |
| 3          | 3         | Bei Homer, es ist ein Siegeskranz!                  | By Homer, It’s a Winner’s Wreath!       | 25. Juli 2024        | 25. Juli 2024                         | Andrew DeYoung    | James Rogers III                 |
| 4          | 4         | Die Stimmung ist getrübt                            | The Mood is Soiled                      | 25. Juli 2024        | 25. Juli 2024                         | Andrew DeYoung    | Anthony Natoli                   |
| 5          | 5         | Bäumchen wechsel dich                               | Switcheroo                              | 25. Juli 2024        | 25. Juli 2024                         | Anya Adams        | Megan King Kelly                 |
| 6          | 6         | Nur einen Steinwurf entfernt                        | A Stony Brook Away                      | 25. Juli 2024        | 25. Juli 2024                         | Anya Adams        | Marie Hanhnhon Nguyen            |
| 7          | 7         | Es ist schrecklich und Ihr kommt nie darüber hinweg | This is Awful, And You’ll Never Recover | 25. Juli 2024        | 25. Juli 2024                         | Michael Uppendahl | Zoe Jarman                       |
| 8          | 8         | Wir haben genug geweint                             | We’ve Had a Good Cry                    | 25. Juli 2024        | 25. Juli 2024                         | Michael Uppendahl | Kathleen Jordan, Stephen Unckles |

## Rezeption
Stefan Genrich vergab auf wunschliste.de vier von fünf Sternen. Die Neufassung erfrische, weil sie jegliche Rücksicht auf die ehrenwerte Tradition vergesse. Die Kostüme überzeugten, ohne im Kitsch zu ersticken. Prächtige Farben und ungewöhnliche Ideen transportieren die Komik. Auch die Ausstattung fasziniere mit ihren Kulissen, die intensive Recherchen belegen. Bei allem Spaß gelinge es, wertvolle Inhalte zu vermitteln.
Katrin Nussmayr bezeichnete die Serie in der österreichischen Tageszeitung Die Presse als in erster Linie überdrehte Historien-Seifenoper, in zweiter Linie makabre Klassen-Satire, die auch an die Wohlstandssatire The White Lotus denken lasse.
Jan Freitag (rnd.de) nannte die Serie „absurdes Mittelalter-Theater“ und „funkensprühenden Geschichtsdadaismus für Monty-Python-Fans“, die an den Trend zur Sexualisierung historischer Film- und Fernsehfiktionen andocke.
Oliver Armknecht bewertete die Serie auf film-rezensionen.de mit fünf von zehn Punkten. Das Potenzial würde letztendlich nicht genutzt. Der Humor sei harmlos, die Satire habe auch nicht wirklich viel zu sagen.